# الكسندر ويلسون (سياسي)
الكسندر ويلسون (بالإنجليزية: Alexander Wilson)‏ هو فلاح وسياسي أسترالي، ولد في 7 يونيو 1880 في مقاطعة داون في المملكة المتحدة، وتوفي في 26 يناير 1954 في أستراليا. انتخب عضو مجلس النواب الأسترالي عن دائرة Division of Wimmera ‏ (23 أكتوبر 1937 – 31 ديسمبر 1945).